# Яровщина (Доможировське сільське поселення)
Яровщина (рос. Яровщина) — присілок у Лодєйнопольському районі Ленінградської області Російської Федерації.
Населення становить 20 осіб. Належить до муніципального утворення Доможировське сільське поселення.

## Історія
Згідно із законом від 20 вересня 2004 року № 63-оз належить до муніципального утворення Доможировське сільське поселення.

## Населення
| 1838 | 1862 | 1926 | 1927 | 1950 | 1958 | 1997 |
| ---- | ---- | ---- | ---- | ---- | ---- | ---- |
| 68   | ↗74  | ↗123 | →123 | ↘76  | ↗87  | ↘31  |
| 2007 | 2010 | 2014 |      |      |      |      |
| ↘16  | ↗21  | ↘20  |      |      |      |      |